# Rocznik Łódzki
Rocznik Łódzki – czasopismo naukowe wydawane w Łodzi od 1958 roku  przez miejscowy oddział Polskiego Towarzystwa Historycznego.
Rocznik poświęcony jest historii Polski, ze szczególnym uwzględnieniem dziejów Łodzi i regionu łódzkiego. Periodyk, wydawany przy współpracy z Archiwum Państwowym w Łodzi, nawiązuje do tradycji przedwojennego Rocznika Łódzkiego i Rocznika Oddziału Łódzkiego Polskiego Towarzystwa Historycznego (ukazujących się w latach 1928–1939).